# Parodiella japonica
Parodiella japonica är en svampart som beskrevs av I. Hino & Katum. 1961. Parodiella japonica ingår i släktet Parodiella och familjen Parodiellaceae.   Inga underarter finns listade i Catalogue of Life.